# Louis Charles Auberville
 (mars 2022).
Louis Charles Aubert, dit Auberville est un homme politique français né le 30 novembre 1777 à Louvières-en-Auge et mort le 12 mai 1862 à Vimoutiers.
Négociant, il est conseiller municipal de Vimoutiers et député de l'Orne de 1831 à 1834, siégeant dans la majorité soutenant la Monarchie de Juillet.